# الأمية في السعودية
انخفضت نسبة الأمية في السعودية إلى 3.7% في نهاية عام 2021، وكانت قد بلغت خلال عام 1435 هـ 2013 6.81% لجميع الفئات العمرية للذكور والإناث، بينما كانت النسبة بين الذكور 3.75%، فيما كانت بين الإناث 9.92%.

## تاريخ
كان مجتمع الجزيرة العربية قبل توحيدها في غاية التأخر والتفكك والتناحر وكان الجهل والأمية منتشرا وكان تعليم المرأة محدود وبشكل ضيق وكانت الأسر تمنع بناتهن بسبب الأعراف وقد حاولت الدولة العثمانية في أواخرها تأسيس مدارس في مكة المكرمة فقد كانت تستهدف تعليم اللغة التركية والرياضيات والتاريخ، ولغة التعليم كانت اللغة التركية ولأنها كانت بلغة تركية لم يكن هناك إقبال عليها وتوالت بعدها المدارس الأهلية بجهود فردية لكنها كانت قليلة وضعيفة.

### الحالة بعد توحيد المملكة
فبعد توحيد المملكة وتأسيسها حرص الملك عبد العزيز على توطين البدو وبناء الهجر والقرى، وتزويدها بالعلماء والمشايخ والدعاة لتعليم الناس، وكان هذامشروعا لمحو الأمية.
وأيضا ساهموا في نشر التعليم عن طريق فتح المدارس الأهلية للبنات بدعم من الحكومة التي ساهمت بصرف المساعدات المادية .
وكانت مشكلة كانت تتمثل في انتشار الأمية بين النساء، واهتمت الدولة بمكافحة الأمية وتعليم الكبار وذلك من أجل رفع مستوى الفرد السعودي وتعميم الثقافة بين أفراد المجتمع، ووضع منهج مكافحة الأمية وتعليم الكبار وفقاً لخطة مدروسة.
حيث كان أول ظهور لنظام يختص بتعليم الكبار في المملكة عام 1957م
فقد كانت نسبة الأمية عام 1972م تصل 60% وقد انخفض مستواها حتى وصل إلى 4% وقد وصلت نسبة الاتحاق في المدارس بنسبة 98.7%

### مديرية المعارف
تولت الحكومة مواجهة الأمية بشكل نظامي بعد إنشاء النظام التعليمي الأول مع تأسيس مديرية المعارف في عام 1344هـ (1925م) التي كانت مسؤولة تعليم البنين. في عام 1369هـ (1950م) أقر السماح بالتعليم في الفترة المسائية رغبة من المواطنين.

### وزارة المعارف
بعد تحويل مديرية المعارف إلى وزارة في عام 1373هـ (1954هـ) أنشأت الوزارة إدارة الثقافة الشعبية في عام 1374هـ (1955م) وتم إرساء مشروع نظام تعليم الكبار ومحو الأمية في عام 1376هـ (1956م)، وربطتها إدارياً ومنهجياً بإدارة التعليم الابتدائي، ومهمتها الإشراف على تعليم الكبار ومحو الأمية، ولكنها انفصلت عن إدارة التعليم في عام 1958م وأصبحت جهازاً إداريا ًمستقلاً، وأعدت نظاماً للتعليم الليلي في عام 1381هـ (1961م) 

| السنة هـ (م) | ذكور      | إناث      | نسبة الذكور | نسبة الإناث | من السكان | المجموع   | المرجع |
| ------------ | --------- | --------- | ----------- | ----------- | --------- | --------- | ------ |
| 1975م        | 1,387,500 | 1,980,000 | 60%         | 90%         | 75%       | 3,367,500 | [ 5 ]  |
| 2013م        | -         | -         | 3.75%       | 9.92%       | 6.81%     | -         | [ 3 ]  |
| 2017م        | -         | -         | -           | -           | 5.6%      | -         | [ 6 ]  |

## جوائز دولية
الجوائز التي حصلت عليها المملكة في مجال محو الأمية:
- جائزة محو الأمية الحضاري عام 1996 من المنظمة الدولية للتربية والثقافة والعلوم
- جائزة الملك سيجونغ لمحو الأمية في عام 1996 من المنظمة الدولية للتربية والثقافة والعلوم
- جائزة توم العالمية لمحو الأمية عام 1998
- جائزة محو الأمية الحضارية لعام 1998 من المنظمة العربية للتربية والثقافة والعلوم
- الجائزة العلمية لتعليم الكبار عام 1999 من المجلس العالمي لتعليم الكبار.